# Aleksander Ignacy Wieliczko
Aleksander Ignacy Wieliczko herbu Syrokomla – sędzia grodzki starodubowski w latach 1692-1703, horodniczy brasławski od 1684 roku.
Był elektorem Augusta II Mocnego z województwa połockiego w 1697 roku.